# Sarah Mitchell
Sarah Mitchell, née le 10 mai 1982, est une femme politique australienne, ministre de l'Éducation et de l'Apprentissage de la petite enfance dans le Gouvernement Berejiklian II (en) depuis avril 2019. Elle est, également, membre du Conseil législatif de Nouvelle-Galles du Sud depuis mars 2011.
Mitchell est précédemment ministre de l'Éducation de la petite enfance, ministre des Affaires autochtones et ministre adjoint de l'Éducation de janvier 2017 à mars 2019 dans le Gouvernement Berejiklian I (en).

## Jeunesse et début de carrière
Mitchell est née à Gunnedah et déménage à Grafton lorsqu'elle est enfant. 
Elle retourne à Gunnedah alors qu'elle est au lycée, obtenant son certificat d'études supérieures en 1999. 
Elle déménage à Sydney en 2001, et étudie la politique et les relations internationales à l'Université de Nouvelle-Galles du Sud, obtenant un baccalauréat ès arts en 2016. 
Mitchell revient ensuite à Gunnedah, où elle travaille comme agente électorale pour l'ancien vice-premier ministre John Anderson. Elle continue à travailler pour Mark Coulton (en), le successeur d'Anderson en tant que député local, lors de la retraite d'Anderson en 2007.

## Carrière politique
Elle est ensuite élue présidente des Young Nationals fédéraux et présidente des Young Nationals de l'État, postes qu'elle occupe jusqu'à son élection au parlement. Elle est présélectionnée pour la onzième position sur le ticket du Conseil législatif de la coalition pour les élections d'État de 2011 en avril 2010 ; bien que normalement impossible à gagner, l'ampleur presque record de la victoire de la Coalition lui permet d'être élue pour le dernier siège dans une course extrêmement serrée face à Pauline Hanson,. 
Mitchell est nommée secrétaire parlementaire pour la santé régionale et rurale et l'ouest de la Nouvelle-Galles du Sud le 24 avril 2015. 
À la suite de la démission de Mike Baird de son poste de Premier ministre, Gladys Berejiklian est élue en tant que chef libéral et prête serment en tant que Premier ministre,. Mitchell est ministre de l'Éducation de la petite enfance, ministre des Affaires autochtones et ministre adjoint de l'Éducation dans le Gouvernement Berejiklian I à compter du 30 janvier 2017. À la suite des élections d'État de 2019, Mitchell est nommée ministre de l'Éducation et de l'Apprentissage de la petite enfance dans le Gouvernement Berejiklian II, le 2 avril 2019. Elle est également leader adjointe du gouvernement au Conseil législatif.

## Vie privée
Elle épouse Anthony Mitchell en avril 2011 et prend le nom de son mari ; elle a été élue deux semaines auparavant sous son nom de jeune fille de Johnston.